# Maja Kildemoes
Maja Kildemoes (Næsby, 15 agosto 1996) è una calciatrice danese, difensore del Brøndby e della nazionale danese.

## Carriera

### Club
Maja Kildemoes si appassiona al gioco del calcio fin da giovanissima, decidendo di tesserarsi con il Næsby, squadra dell'omonima cittadina dove cresce con i genitori, inserita nelle formazioni giovanili miste fino all'Under-15. Quando per continuare l'attività deve giocare in una formazione interamente femminile trova un accordo con l'Odense, dove fa il suo debutto in Elitedivisionen, massimo livello del campionato danese femminile di calcio, dalla stagione 2013-2014.
Nel novembre 2016 decide di cogliere l'opportunità di giocare all'estero sottoscrivendo un contratto biennale con il Linköping campione di Svezia, per giocare in Damallsvenskan dalla stagione entrante. Alla sua prima stagione in Svezia condivide con le compagne la vittoria in campionato, rimanendo anche la stagione seguente.

### Nazionale
Kildemoes fa il suo debutto con la nazionale danese nel settembre 2015, in occasione dell'incontro amichevole disputato a Mogoșoaia e vinto 2-0 sulle avversarie della Romania. In quell'occasione rileva al 69' Janni Arnth Jensen e due minuti più tardi è l'autrice della prima rete per la Danimarca.

## Palmarès

### Club
- Campionato svedese: 1

Linköping: 2017